# Эляпилля
Эляпи́лля ( синг.ඇලපිල්ල ) — внутристрочный диакритический знак в сингальской письменности в виде полумесяца, ставится после буквы, в рукописном почерке эляпилля может писаться слитно с предстоящей буквой. По своему значению эляпилля является огласовкой буквы дирга аянна, то есть обозначает долгий звук А. Контактная комбинация эляпилли и халякуна (вирама) называется халеляпилля (синг.හල්ඇලපිල්ල). Название «эляпилля» перекликается с название аналогичного знака в письменности каннада илийу (ಇಳಿಯು).
- Комбува ха эляпилля (  ) — огласовка буквы оянна — звук О.
- Комбува ха халеляпилля (  ) — огласовка буквы дирга оянна - долгий О